# Guerra de Iquicha (1839)
La Guerra de Iquicha (1839) fue un conflicto armado entre el Ejército Unido Restaurador del Perú y campesinos indígenas de Huanta que defendían la permanencia de la derrotada Confederación Perú-Boliviana.

## Antecedentes
El 24 de julio de 1833, el batallón Callao y varios escuadrones del regimiento Húsares de Junín se rebelaron en Ayacucho al mando de los capitanes Alejandro Deustua y Tomás Flores, asesinaron al prefecto, coronel Juan Antonio González, y al jefe de militar departamento, coronel Mariano Guillén (a pesar de la defensa de la esposa de este último, quien fue golpeada por la soldadesca), y alzaron a los iquichanos. El 15 de agosto se enfrentaron a los generales Pedro Pablo Bermúdez Ascarza y Miguel de San Román y el batallón Piquisa en Pultunchara. Luego, el 26 de octubre, el general Felipe Salaverry se sublevaba en Cajamarca pero es vencido en la Garita de Moche por Juan Francisco de Vidal La Hoz el 19 de noviembre.
Por ello, en la guerra civil peruana de 1834, los iquichanos apoyaron al presidente liberal Luis José de Orbegoso y Moncada (1796-1847) contra el golpe de Estado del general conservador Pedro Bermúdez (1793-1852) y del caudillo cuzqueño, general Agustín Gamarra (1785-1841), figura clave de la política en los años veinte y treinta y enemigo de los huantinos. Durante su presidencia, entre 1829 y 1833 Gamarra había favorecido a los comerciantes limeños y comprado con preventas a numerosos oficiales, nunca había respetado el Congreso ni la Constitución y Cuzco era su bastión personal, por lo que siempre estaba dispuesto a volver al poder. En aquella época no existía un ejército profesional nacional, sino que milicias de reclutas forzados, principalmente campesinos indígenas aimaras y quechas, «sin campesinado no había ejército, y sin ejército no había Estado». Todo caudillo exitoso debía tener una importante base de apoyo rural. Especialmente entre los grandes terratenientes que podían movilizar a sus trabajadores de sus haciendas pero siempre estaban dispuestos a cambiar de bando.
Tras vencer la revuelta en la capital, Orbegoso debió enfrentar a Gamarra en la sierra meridional del país buscando una alianza con los habitantes de Huanta. Estos movilizaron un ejército de 4.000 indios al mando del hacendado Juan José Urbina, quien supo unificar bajo su mando a republicanos y monárquicos. Debió enfrentar a los conservadores, que movilizaron cuatro a cinco mil combatientes en la zona. En abril se apoderaba de Huanta y Huamanga, un mes más tarde la guerra civil finalizaba con la victoria de los liberales.

## Conflicto
Durante la guerra entre Salaverry y Santa Cruz, el caudillo indígena local, Antonio Huachaca, apoya a este último ya que veía a su Confederación como «la continuación del imperio por otros medios» ya que «vino a dar respuesta a las demandas de los grupos sur andinos que defendían desde al menos 1814 un país más descentralizado, en el tuvieran en cuenta los intereses de las elites regionales frente a los grupos hegemónicos costeños centralistas». En marzo de 1839 se alza en armas contra el ejército restaurador y pone bajo asedio a Huanta infructuosamente. Finalmente cansados del conflicto, tras varios enfrentamientos, se firma el Tratado de Yanallay el 15 de noviembre, entre el prefecto de Ayacucho, coronel Manuel Lopera, y el comandante iquichano Tadeo Choque. 
Los iquichanos deciden reconocer y someterse al Estado peruano. Huachaca se niega a participar de ese acuerdo y se retira a las selvas del Apurímac, donde muere en 1848. Con el tiempo, el nombre de «iquichano» se convirtió en símbolo de orgullo colectivo para los habitantes de la región. En 1838, las autoridades usaban la expresión «republiqueta de Iquicha» para referirse a los territorios bajo dominio de Huachaca.